# Eisenschmitt
Eisenschmitt és un municipi situat al districte de Bernkastel-Wittlich, a l'estat federat de Renània-Palatinat (Alemanya). La seva població estimada a finals de 2016 era de 320 habitants.
Està situat al centre-nord de l'estat, a l'est de la ciutat de Trèveris i prop de la riba del riu Mosel·la, un afluent del Rin per l'esquerra.